# Creseis acicula
Creseis acicula is een slakkensoort uit de familie van de Creseidae. De wetenschappelijke naam van de soort werd voor het eerst geldig gepubliceerd in 1828 door Rang als Cleodora acicula.